# Emil Enhuber
Emil Enhuber (* 8. Februar 1878 in Pilsen, Österreich-Ungarn; † 3. November 1947 in Prag, Tschechoslowakei) war ein tschechoslowakischer Politiker (Sudetendeutsche Partei). Er war von 1935 bis 1938 Abgeordneter des Tschechoslowakischen Abgeordnetenhauses.

## Leben und Werk
Er war der Sohn eines k. k. Hauptmanns und wurde Sekretär des Bäckerverbandes in Teplitz-Schönau. 1935 kandidierte er bei der Wahl für die Sudetendeutsche Partei und zog in das Abgeordnetenhaus der Tschechoslowakei ein. Nach der deutschen Besetzung des Sudetenlandes infolge des Münchner Abkommens erlosch sein Mandat am 30. Oktober 1938. Er beantragte am 16. Januar 1939 die Aufnahme in die NSDAP und wurde rückwirkend zum 1. November 1938 aufgenommen (Mitgliedsnummer 6.682.311). Nach Ende des Zweiten Weltkrieges 1945 wurde er gemeinsam mit weiteren deutschen Nationalsozialisten inhaftiert und von tschechoslowakischen Behörden zu fünf Jahren Gefängnis verurteilt. Er starb im Prager Gefängnis Pankrác.